# Тенсона
Тенсона, або Тенцона — форма провансальської лірики, яка носила у трубадурів також назви contensio, partimen, jocz-partitz, tornayamen, у труверів — partura або jeu-parti. Всі ці назви означають змагання, боротьбу.
Тенсона — поетичний діалог між двома або кількома поетами; чергуються строфи, іноді двовіршя, іноді й окремі вірші однакової будови (розміру і рими). Викладаються протилежні думки про відомий предмет. Іноді це була дійсна і імпровізована віршована суперечка; іноді питання і відповіді, доводи і заперечення пересилалися від одного поета до іншого. При деяких віршах, що дійшли до нас, збереглися імена і рішення суддів. Питання, які становили предмет спору і часто залишалися невирішеними, відносилися незмінно до сфери любові і залицяння.